# Samlarförbundet Nordstjärnan

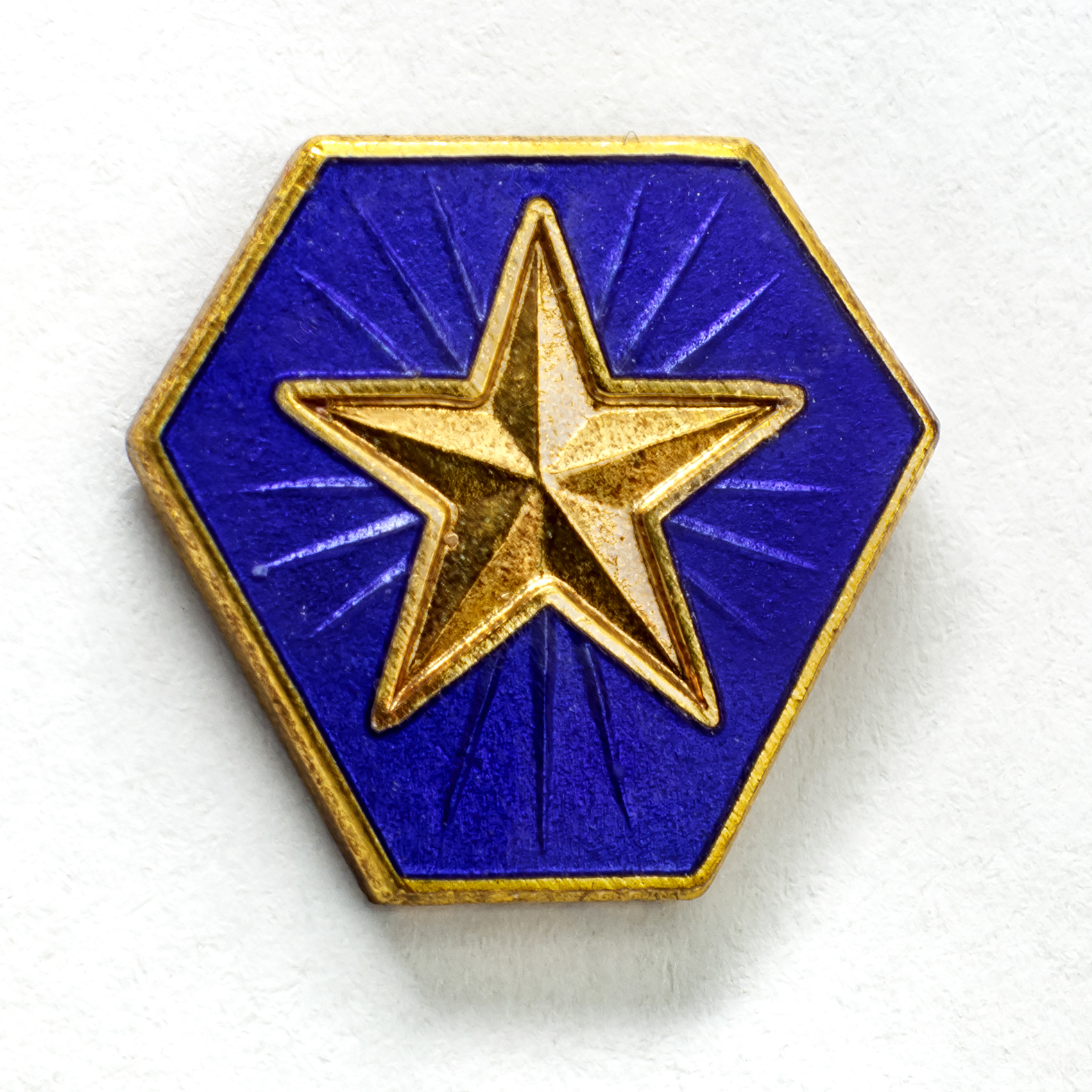
Klubbnål med Nordstjärnans symbol.

Samlarförbundet Nordstjärnan är en förening för samlare av alla kategorier. Föreningen startade 1941 genom att lokalföreningar bildades i  Stockholm och Göteborg. I dag finns lokala aktiviteter i 18 städer samt i fyra rikstäckande sektioner. Förbundets tidskrift Samlarnytt kommer ut med sex nummer per år.
Samlarförbundet Nordstjärnan har cirka 2500 medlemmar. Vem som helst kan bli medlem, som samlar på något eller som är intresserad av frågor som rör samlande.